# Saint-Priest-d'Andelot
Saint-Priest-d'Andelot é uma comuna francesa na região administrativa de Auvérnia-Ródano-Alpes, no departamento Allier. Estende-se por uma área de 8,38 km². Em 2010 a comuna tinha 148 habitantes (densidade: 17,7 hab./km²).